# Project Awakening
 (août 2020).
Project Awakening est un futur jeu de rôle d'action par Cygames, initialement annoncé pour la PlayStation 4 en septembre 2018,.